# Décès en 1159
Décès
- 1155
- 1156
- 1157
- 1158
- 1159
- 1160
- 1161
- 1162
- 1163

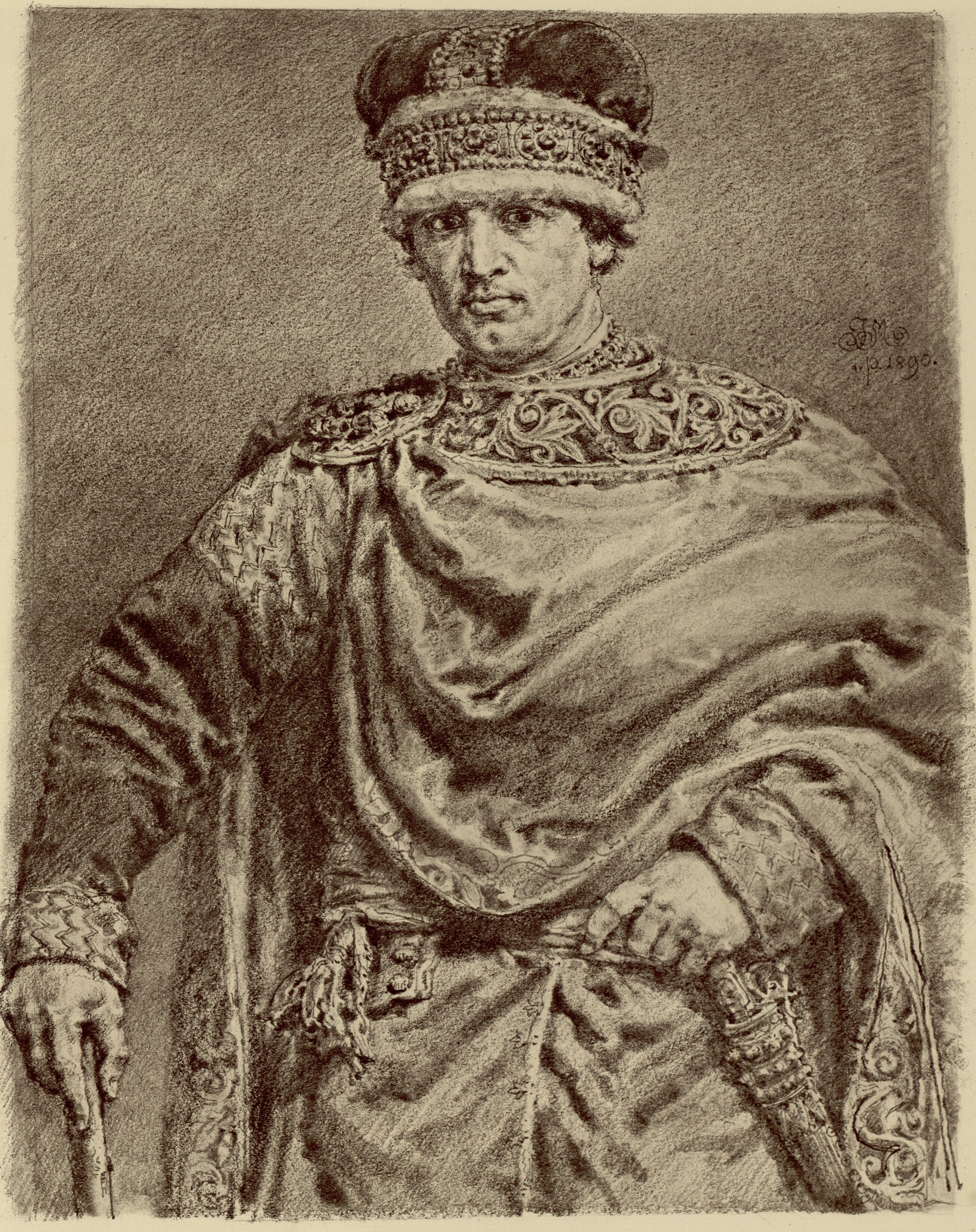
Ladislas II le Banni, mort en 1159.

Cette page dresse une liste de personnalités mortes au cours de l'année 1159 :
- 8 mars : Étienne d'Obazine, fondateur et premier abbé de l'abbaye d'Obazine.
- 17 mars : Gebhard von Henneberg, Wurtzbourg.
- 30 mai : Ladislas II le Banni, duc de Pologne de 1138 à 1146.
- 7 juin : Robert de Newminster, prêtre puis abbé cistercien de Newminster.
- 3 août : Waltheof de Melrose, noble anglo-normand et abbé de Melrose.
- 12 août : Arnulphe d'Avise, évêque d'Aoste.
- 30 août : Robert de Neubourg, noble normand.
- 1er septembre : Adrien IV, 169e pape.
- 11 octobre : Guillaume de Boulogne, comte de Boulogne, de Mortain et de Surrey, lord de Pevensey, Eye et Lancaster.

- Agnès de Poitiers, ou Agnès de Peitieu (en occitan) ou Agnès d'Aquitaine, princesse ramnulfide, reine consort d'Aragon.
- Amédée de Lausanne, ou Amédée de Clermont, évêque de Lausanne.
- Bernard Aton V Trencavel, vicomte de Nîmes (1129-1159) et d’Agde.
- Constantin Ier, patriarche de Kiev et de toute la Rus'.
- Évrard II Radoul, châtelain de Tournai, seigneur de Mortagne.
- Guérin, moine augustinien, élu évêque de Pavie mais qui ne put prendre possession de son siège.
- Hugues Ier de Rodez, comte de Rodez et vicomte de Carlat.
- Josselin II d'Édesse, dernier comte d'Édesse.
- Robert de Scone, évêque de Saint Andrews.
- Béatrice de Saône, comtesse d'Edesse.

date incertaine (vers 1159)
- Guy, cardinal-diacre de S. Maria in Portica Octaviae.

## Crédit d'auteurs
- Cet article est partiellement ou en totalité issu de l'article intitulé « 1159 » (voir la liste des auteurs).